# 大寶地產
大寶地產有限公司（Trafalgar Housing Limited），是一間曾在香港上市的地產發展商，其後因財政問題而重組，再被收購、除牌，至2004年解散。除牌當時代號為0269.HK。

## 歷史
大寶地產由香港商人胡應濱於1973年創立，股份同年於香港上市。胡應濱是有「的士大王」之稱的已故的士商人胡忠之五子，合和實業主席胡應湘之弟。胡應濱曾於美國留學，於加州理工學院取得建築碩士學位。
大寶地產所發展的物業，當中較為著名的有位於大坑道的住宅大寶閣，及中環站上蓋環球大廈的商場部份。當中大寶於1979年底，將環球大廈三層商場各商舖獨立出售。
1979年，大寶地產夥拍長江實業及華潤集團等財團合組「巍城公司」（Mightcity Company Limited），共同向政府申請發展新界西北天水圍。大寶地產佔25%權益。其後大寶因債務問題，將股份全數出售予長江實業。
1980年，大寶與天津市海洋捕撈公司合作，在天津經營濱海養蝦場生產「東方對蝦」。
1981年10月26日，大寶地產在歐洲小國盧森堡的證券交易所掛牌，是香港首家在當地掛牌上市的企業。
大寶地產又透過旗下澳門大寶地產，於澳門氹仔黑沙村發展名為濠苑城的大型私人屋苑。

## 財政困難
1983年，因香港前途問題影響香港地產業，加上大寶地產於澳門濠苑城的發展計劃因投資金額過巨，建築工程超支，及樓盤銷情欠理想等多種因素下，造成大幅虧損，令集團出現財政困難。1984年底，澳門大寶地產舉行股東大會，會議上通過，決定將澳門大寶地產清盤。
1986年9月，大寶地產與債權銀行等多方面達成協議，將天水圍發展計劃的25%權益以1.6億元售予長江實業；氹仔濠苑城的土地權益則由澳門政府以1億8,700萬價格回購，大寶地產同時發行4,200萬股配售予本港各債權銀行，以清還所欠債務。
濠苑城的地皮，多年後由胡應濱兄長胡應湘屬下的合和實業，與何鴻燊旗下的信德集團及澳門旅遊娛樂有限公司聯手發展，成為今日的濠景花園。

## 被收購
經歷重組後，大寶地產旗下資產耀輝冷藏庫，引來商人蔡世亮垂青。1989年5月，蔡世亮透過旗下海裕實業，屬下經營倉庫業務的全資附屬公司海嘉實業，宣佈對大寶地產提出全面收購；至8月修訂收購條件，以1,000股大寶換取700股海嘉，而每1,000股大寶認股證則可換取138股海嘉。結果海嘉成功收購大寶地產75%股權，並易名為海暉國際。
經過多番易名，大寶地產的後續公司BEEZEE TRADING LIMITED，最終在2004年4月13日清盤解散。

## 軼事
大寶地產的英文名稱Trafalgar Housing，取自英國倫敦著名地標特拉法加廣場（Trafalgar Square），而當年英國亦有一家同名的上市地產公司Trafalgar Housing。1983年，大寶地產出現財政問題，《信報》專欄作者曹仁超，於專欄中提及大寶的諧音「大煲」及「Big Pot」，大寶地產向曹發出律師信，但最後並無採取進一步法律行動。
大寶地產所發展的環球商場，雖位於中環站上蓋，鄰近置地廣場等高級商場，但因各商舖獨立拆售，令商場内沒有具決定權的單一大業主，各商舖各自為政，管理欠妥善，近年成為菲律賓籍傭工的聚腳地。
大寶地產當年聯合交易所的電腦代號「092」，其後改由冠軍科技使用。

## 資料來源
1. ↑  胡應湘胞弟被永亨追債296萬 （页面存档备份，存于） 信報論壇
2. ↑  華僑日報，1979年11月22日，第二張第二頁
3. ↑  A Study on Tin Shui Wai New Town Final Report （页面存档备份，存于） 規劃署
4. ↑  合和四十(上) 財經茄喱啡 - 順叔 （页面存档备份，存于） am730，2012年9月13日
5. ↑  大公報，1981年5月20日，第十二版
6. 1 2 3  錢Sir併購拆局——南洋幫抬頭海裕橫空出世 頭條日報，2014年11月27日
7. ↑  華僑日報，1981年10月27日，第一張第二頁
8. ↑  香港工商日報，1984年11月12日，第一頁
9. ↑  華僑日報，1986年9月30日，第五張第三頁
10. ↑  BEEZEE TRADING LIMITED Webb-site Who's Who
11. ↑  上車落車： Hilarious、六嬸公司名稱搞笑 （页面存档备份，存于） 蘋果日報，2005年5月31日

## 外部連結
- 本公司提供資料（页面存档备份，存于）